# Jakob Nagel (Staatssekretär)

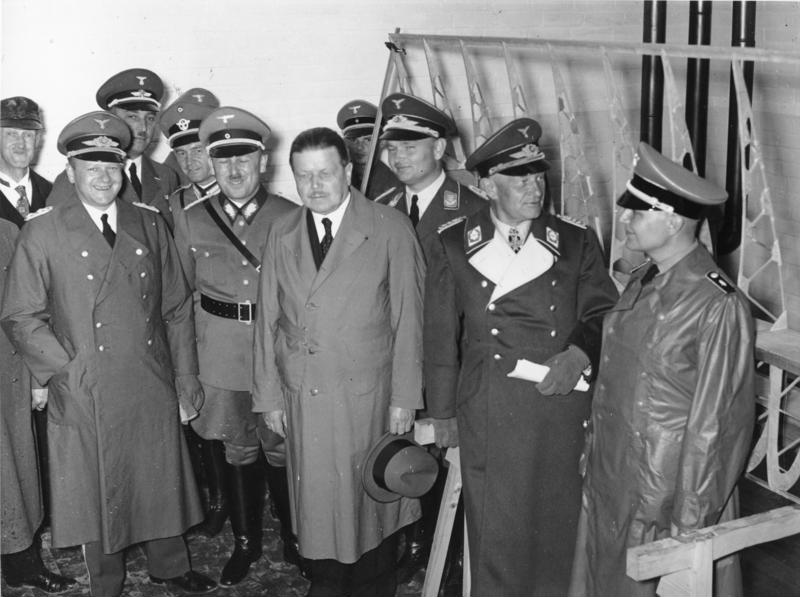
Jakob Nagel (m. Gürtel) 1937

Jakob Nagel (* 2. Oktober 1899 in Oberlustadt; † 14. Januar 1973 in Nürnberg) war ein deutscher Elektroingenieur, Ministerialbeamter, Herausgeber, Erfinder und Manager. Von 1937 bis 1945 war er Staatssekretär der Deutschen Reichspost.

## Ausbildung bis 1928
Nagels Vater arbeitete bereits für die Reichspost als Landbriefträger. Jakob Nagel absolvierte 1916 die Realschule in Landau in der Pfalz und arbeitete danach ein Jahr im mittleren Beamtendienst, da die Mittel für den Besuch der Oberrealschule zunächst fehlten. Im November 1917 wurde er im Ersten Weltkrieg als Fernsprecher in die Bayerische Nachrichtenabteilung 2, Fernsprech-Ersatz-Kompanie eingezogen. Nach einem Jahr an der Oberrealschule Ludwigshafen absolvierte er im Dezember 1919 die Kriegsreifeprüfung. Er studierte an der Technischen Hochschule Karlsruhe und schloss im November 1923 mit dem Diplom-Ingenieur (Elektrotechnik) ab. Während seines Studiums wurde er 1921 Mitglied der Burschenschaft Vitruvia Karlsruhe, später 1930 Mitglied der Karlsruher Burschenschaft Tuiskonia. Von Mai 1924 war er ein Jahr für die Berliner AEG als Projektions- und Berechnungsingenieur für elektrische Bahnen tätig. Im Mai 1925 trat er als Postreferendar in die Deutsche Reichspost bei der Oberpostdirektion Karlsruhe ein, im März 1927 wechselte er ins Reichspostzentralamt nach Berlin, wo er die Versuchs- und Abnahmewerkstätten leitete. Er schloss im März 1928 als technischer Postassessor ab.

## Tätigkeit bei der Reichspost

### 1928–1937: Reichspostzentralamt und Reichspostministerium
Im Reichspostzentralamt unter Präsident Wilhelm Ohnesorge war er zunächst Abteilungsleiter der Forschungs- und Entwicklungsabteilung Telephonie, Telegraphie und Funk sowie der technischen Qualitätsüberwachung. Mit Beginn des Jahres 1931 wurde er Telegraphendirektor (entsprechend dem Rang eines Postrates) am Fernamt Berlin, damals einem der größten Fernsprechämter der Welt. 1932 trat er in die NSDAP ein (Mitgliedsnummer 1.277.955). Im März 1933 wechselte er zusammen mit Ohnesorge ins Reichspostministerium als dessen persönlicher Referent im Rang eines Post-, bald darauf Oberpostrates. Im April 1934 wurde er zum Ministerialrat befördert und leitete ab 1935 die Abteilung IV Personalwesen im Rang eines Ministerialdirektors. In diese Zeit fallen eine Reihe von Fachaufsätzen und ein Buch über die Personalpolitik der Post 1933–1937.

### 1937–1945: Staatssekretär im Reichspostministerium
Mit Ohnesorges Beförderung zum Postminister rückte Nagel ab Februar 1937 auf dessen vorherigen Posten als beamteter Staatssekretär; Ohnesorge hatte ausschließlich Nagel vorgeschlagen und, nachdem Rudolf Heß aufgrund Nagels fehlender Verdienste um die NSDAP Einspruch erhob, ihn persönlich bei Adolf Hitler durchgesetzt. Ohnesorge setzte dafür ab Oktober 1937 für alle politischen Fragen auf die neu geschaffene, ihm unmittelbar unterstellte Ministerzentralabteilung (Min-Z), die sonstigen Abteilungen im Ministerium „sanken damit ab zu bloßen Fachabteilungen“. Nagel verfügte als Staatssekretär bis 1945 über „keinerlei politische Gestaltungsmöglichkeit“. Ohnesorge entzog Nagel noch 1937 die Vertretung des Ministers durch die Hausblatt-Verfügungen 166/1937 und 167/1937. Nagel veröffentlichte ab diesem Zeitpunkt auch nicht mehr zu Fragen der Personalpolitik. Er übernahm dafür die Leitung der Abteilung V (Haushalt, Finanz-, Kassen- und Rechnungswesen, Postscheck- und Postbauwesen), erweitert um Angelegenheiten der Kraftpost. Außerdem übernahm er die zivile Leitung des Postschutzes. Im April 1938 wurde ihm aufgrund der Zusammenarbeit von Reichspost und Nationalsozialistischem Kraftfahrerkorps auf dem Gebiet des Kraftfahrzeug- und Verkehrswesens von der Motorgruppe Berlin ein Ehrenrang, wie schon Ohnesorge, der Gruppenführer war, verliehen. Nagel erhielt zunächst den Standartenführer, 1939 den Ober-, kurz darauf den Brigadeführer und 1943 den Gruppenführer. Im Juni 1941 promovierte er an der Technischen Hochschule Berlin über Neue Grundsätze für die Planung von Fernkabeln zum Dr.-Ing. und begründete bis zu deren vorläufiger Einstellung 1944 die Herausgabe der Zeitschrift Der Fernmelde-Ingenieur, die der Aus- und Fortbildung der Nachrichteningenieure der Post diente und deren Erlöse er dem Sozialwerk der Deutschen Reichspost spendete. 1942 erhielt er das Ritterkreuz des Kriegsverdienstkreuzes. Nachdem sich Ende 1941 ein Wettrennen um die Übernahme des Postschutzes seitens der Wehrmacht, der SA und der NSDAP abzeichnete, willigte Ohnesorge in eine Zusammenarbeit mit der SS ein. Daraufhin traten Anfang 1942 Nagel und andere Ministerialbeamte in die SS ein. Eine aufgrund des Eintrittes von der Führung der SS eingeholte Stellungnahme des SD-Hauptamtes bezichtigte die Eintretenden allerdings, dass sie „ihren Eintritt nur betrieben haben, um sich aus taktischen Gründen vor einem energischen Durchgreifen von seiten der SS-Führung abzusichern“. Nagel habe „keine großen Leistungen aufweisen können“. Dennoch erhielt Nagel zunächst den Rang eines Sturmbannführers der Reserve als „technischer Führer“, ein Jahr später eines Obersturmbannführers der Reserve. In den Jahren 1943 und 44 erzielte er auch Einnahmen aus Patenten. Ende 1944 musste Nagel die Abteilung V für Ministerialdirektor und SS-Brigadeführer Willi Köhn räumen, da dessen vorherige Abteilung Ost durch den Vormarsch der Roten Armee stark an Bedeutung verlor. Im März 1945 hielt Nagel den Nerobefehl hinsichtlich der Funk- und Fernmeldeanlagen der Reichspost zurück, der deren Zerstörung bei Vorrücken der Alliierten anordnete; so blieben die meisten Anlagen für die Nachkriegszeit erhalten. Nachdem die Ministerien in einen Arbeitsstab Nord in Schleswig-Holstein und einen Arbeitsstab Süd („Alpenfestung“) aufzuteilen waren, ordnete Nagel am 9. April 1945 für das Reichspostministerium die Arbeitsstäbe Süd in Kelheim unter Leitung von Ohnesorge (der sich allerdings über Altmünster in die Region Bad Tölz absetzte) und Nord in Bargteheide unter seiner Leitung an. In der geschäftsführenden Reichsregierung wurde Nagel mit der „Wahrnehmung der Geschäfte des Reichspostministers beauftragt“. Am 23. Mai 1945 wurde die Regierung Dönitz mit Nagel von britischen Truppen im Sonderbereich Mürwik in Flensburg verhaftet.

### 1945–1948: Internierung und Entnazifizierung
Nagel wurde in den US-Internierungslagern in Butzbach und in Darmstadt aufgrund der Zugehörigkeit zum Höheren Dienst und der Tätigkeit als NSKK-Gruppenführer (ehrenhalber) interniert, aber im August 1946 bedingungslos (unconditional) freigelassen. Der amerikanische Vernehmungsoffizier Major Giannini gab an, er hätte sich über Nagels erreichte Stellung gewundert, hätte ihn zur Struktur und Betrieb der Deutschen Reichspost befragt, aber Beweise über irgendeine Beteiligung an furchtbaren Verbrechen wären nicht herausgekommen. Nagel strebte ab Ende 1947 die Entnazifizierung beim für das Reichspostministerium zuständigen Hauptentnazifizierungsausschuss in Detmold an; da er jedoch 1948 aufgrund eines Stellenangebotes der Regierung Perón nach Argentinien ausreiste, wurde der Fall ohne Spruch als erledigt behandelt. 1955 bestätigten mehrere ehemals mit dem Fall befasste Mitglieder des Hauptentnazifizierungsausschusses Detmold, dass eine Einstufung in Klasse III (Minderbelastete) vorgesehen war, ein Mitglied erwartete eine Änderung der Auslegungskriterien, die zu Klasse IV (Mitläufer) führen sollte. Wolfgang Lotz konstatierte 1999 in Die Deutsche Reichspost 1933–1939: „Insgesamt blieb Nagel jedoch im Hintergrund, es finden sich keine eigenen politischen Ansätze“.

## 1948–1965: Privatwirtschaft
Ab April 1948 war Nagel als technischer Berater für die argentinische Regierungsorganisation Dirección General de Fabricaciones Militares in Buenos Aires bei der Reorganisation des argentinischen technischen Nachrichtenwesens tätig. Ende 1952 kehrte er nach Deutschland zurück und war zunächst technischer Leiter der ATF Allg. Telefon-Fabrik in Hamburg (1957 von DeTeWe übernommen), ab November 1954 Berater bei der Felten & Guilleaume Fernmeldeanlagen (FGF) in Nürnberg, wo er im November 1956 zum Direktor Vertrieb aufstieg, bis zu seiner Pensionierung Ende 1965. Er starb 1973 in Nürnberg und ist auf dem Friedhof St. Jobst beigesetzt.

## Schriften
Bücher
- Jakob Nagel, Hans Lampe: Die Personalpolitik der Deutschen Reichspost im Dritten Reich. Berlin 1937.
- Neue Grundsätze für die Planung von Fernkabeln, Diss. Berlin 1941

Zeitschriften
- Der Fernmelde-Ingenieur (Hrsg.), Berlin 1941–1944.

Aufsätze
- Die Deutsche Reichspost im nationalsozialistischen Staat. In: Deutsche Verkehrs-Zeitung. 1935, S. 211–216.
- 2 Jahre Aufbauarbeit bei der Deutschen Reichspost. In: DVZ. 1935, S. 425–434.
- Sozial- und Personalpolitik der Deutschen Reichspost. In: DVZ. S. 826–837.
- Nationalsozialistische Grundsätze der Personalpolitik der Deutschen Reichspost. In: DVZ. 1936, S. 317–320.
- Vortrag zur Sozial- und Personalpolitik. In: DVZ. 1936, S. 494–497.
- Aufgaben einer nationalsozialistischen Personalpolitik. In: DVZ. 1936, S. 833–841.
- Die Aufgaben der Deutschen Reichspost im Dritten Reich. In: DVZ. 1936, S. 868–875.
- Die Personalpolitik der Deutschen Reichspost. In: DVZ. 1937, S. 177–180.
- Gegenwartsfragen der Deutschen Reichspost. In: Archiv für Post und Telegraphie (APT) 65. 1937, S. 147–153.
- Grundsätze für die Gestaltung großer Fernsprechnetze. In: Jahrbuch für Fernmeldewesen. Berlin 1942.